# Les Ombres du passé (téléfilm)
Pour le film de 2008, voir Les Ombres du passé (film).
Pour plus de détails, voir Fiche technique et Distribution.
Les Ombres du passé est un téléfilm français réalisé par Denis Malleval et diffusé, pour la première fois, le 7 novembre 2018 sur France 2.

## Synopsis
À Marseille, Vincent Martin quitte son travail. Alors qu'il attend pour traverser la rue dans une foule compacte, il est pris de vertige. Au même moment, une femme est poussée sous un camion. Elle meurt sur le coup. Une victime de plus d'un tueur en série qui sévit en ce moment ? Et si c'était Vincent ? La victime a été stagiaire dans sa société et ils ont eu une aventure. Sa fiancée, Sarah, et son meilleur ami, Yann, s'éloignent de lui,.

## Fiche technique
- Réalisation : Denis Malleval
- Scénario : Nicolas Douay et Johanne Rigoulot, d'après le roman de Marc Welinski Le Syndrome de Croyde
- Image : Philippe Lardon
- Son : Stéphane Belmudes et Nicolas Favre
- Musique : Jean Musy
- Costumes : Sylvie Pensa
- Production : Sandra d'Aboville et Alban Étienne (Gétévé productions)
- Durée : 90 min.
- Genre : drame
- Date de diffusion : 7 novembre 2018 sur France 2[3]

## Distribution
- Samuel Le Bihan : Vincent Martin
- Frédéric Diefenthal : Yann Leblanc
- Hélène Degy : Sarah Levigan
- Alika Del Sol : Audrey Leblanc
- Nicoletta : Jeanne Leblanc
- Christine Cardeur : Chantal Demaistre
- Diane Robert : Capitaine Belkacem
- Jérémie Poppe : Lieutenant Rybert
- Alexandra Galdon : Journaliste
- Grégory Di Meglio : Antoine - collaborateur
- Virginie Stref : Jeune femme selfie
- Ludivine Colle : Jeune femme percutée
- Tiago Marinho : Tim Leblanc

## Adaptation
Le téléfilm est une adaptation libre du roman de Marc Welinski, Le Syndrome de Croyde, paru en 2013. Cependant, l'histoire racontée dans le téléfilm est très différente. Dans le roman, le « pousseur » sévit dans le métro. Or, à Marseille où a été tourné le téléfilm, il est interdit de filmer dans les transports publics. Le scénario a dû être adapté, notamment, à cause de cette contrainte.

## Accueil critique
Le magazine belge Moustique parle d'un « polar bien ficelé [où] on retrouve deux figures importantes du petit écran : Samuel Le Bihan et Frédéric Diefenthal ». La journaliste ajoute que « chacun porte un rôle à contre-emploi, où les zones d'ombre explorées par les personnages construisent un climat de tension, de suspicion, de culpabilité, de manipulation ». 

## Audiences
Lors de sa première diffusion en France, le téléfilm est arrivé en tête des audiences devant TF1, avec 4 128 000 téléspectateurs (17,8 % de part d'audience), soit un joli succès pour cette production.